# Боровая (Ярославская область)
Боровая — деревня в Ярославском районе Ярославской области. Входит в состав Карабихского сельского поселения.

## География
Находится в восточной части Ярославской области на расстоянии приблизительно 14 км на юг-юго-запад по прямой от станции Ярославль на левом берегу реки Которосль.

## История
Деревня была отмечена еще на карте 1798 года. В 1859 году здесь (деревня Ярославского уезда Ярославской губернии) было учтено 8 дворов, в 1941 — 56.

## Население
Численность населения: 56 человек (1859 год), 4 (русские 100 %) в 2002 году, 22 в 2010.